# NWSL Shield
De NWSL Shield is een jaarlijks uitgereikte prijs. De prijs wordt uitgereikt aan de club met de meeste punten, volgens het National Women's Soccer League-puntensysteem.

## Winnaars
| Seizoen | D.            | Winnaar                    | Statistieken  | Statistieken  | Statistieken  | Statistieken  | Statistieken  | Trainer       |
| Seizoen | D.            | Winnaar                    | W.            | O.            | G.            | V.            | P.            | Trainer       |
| ------- | ------------- | -------------------------- | ------------- | ------------- | ------------- | ------------- | ------------- | ------------- |
| 2013    | 8             | Western New York Flash     | 22            | 10            | 8             | 4             | 38            | Aaran Lines   |
| 2014    | 9             | Seattle Reign              | 24            | 16            | 6             | 2             | 54            | Laura Harvey  |
| 2015    | 9             | Seattle Reign (2)          | 20            | 13            | 4             | 3             | 43            | Laura Harvey  |
| 2016    | 10            | Portland Thorns            | 20            | 12            | 5             | 3             | 41            | Mark Parsons  |
| 2017    | 10            | North Carolina Courage     | 24            | 16            | 1             | 7             | 49            | Paul Riley    |
| 2018    | 9             | North Carolina Courage (2) | 24            | 17            | 6             | 1             | 57            | Paul Riley    |
| 2019    | 9             | North Carolina Courage (3) | 24            | 15            | 4             | 5             | 49            | Paul Riley    |
| 2020    | Niet gespeeld | Niet gespeeld              | Niet gespeeld | Niet gespeeld | Niet gespeeld | Niet gespeeld | Niet gespeeld | Niet gespeeld |
| 2021    | 10            | Portland Thorns (2)        | 24            | 13            | 5             | 6             | 44            | Mark Parsons  |
| 2022    | 12            | OL Reign (3)               | 22            | 11            | 7             | 4             | 40            | Laura Harvey  |
| 2023    | 12            | San Diego Wave             | 22            | 11            | 4             | 7             | 37            | Casey Stoney  |
| 2024    | 14            | Orlando Pride              | 26            | 18            | 6             | 2             | 60            | Seb Hines     |
| 2025    | 14            |                            |               |               |               |               |               |               |

## Statistieken

### Aantal titels per club
| Team                   | K. | Jaren kampioen   | R. | Jaren runner-up        |
| ---------------------- | -- | ---------------- | -- | ---------------------- |
| Seattle Reign          | 3  | 2014, 2015, 2022 | 1  | 2021                   |
| North Carolina Courage | 3  | 2017, 2018, 2019 | 0  |                        |
| Portland Thorns        | 2  | 2016, 2021       | 4  | 2017, 2018, 2022, 2023 |
| Orlando Pride          | 1  | 2024             | 0  |                        |
| San Diego Wave         | 1  | 2023             | 0  |                        |
| Western New York Flash | 1  | 2013             | 0  |                        |
| Washington Spirit      | 0  |                  | 2  | 2016, 2024             |
| Chicago Red Stars      | 0  |                  | 2  | 2015, 2019             |
| Kansas City            | 0  |                  | 2  | 2013, 2014             |